# Ambú

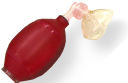
Ambú.

Un ambú ―del inglés AMBU (auxiliary manual breathing unit: ‘unidad manual auxiliar para vías respiratorias’)―, también conocido como «resucitador manual» o «bolsa autoinflable», es un dispositivo manual para proporcionar ventilación con presión positiva para aquellos pacientes que no respiran o que no lo hacen adecuadamente.
Se trata de un dispositivo esencial de cualquier kit de emergencia para fuera de un hospital (como por ejemplo una ambulancia) y también se utiliza con frecuencia en los hospitales como parte indispensable del equipamiento de un carro de paradas y en las salas de urgencias.
El ambú también se utiliza dentro de los hospitales para la ventilación temporal de pacientes dependientes de un ventilador mecánico cuando este necesita ser examinado por un posible mal funcionamiento, o cuando los pacientes dependientes del ventilador se transportan dentro del hospital.